# 青山豊久
青山 豊久（あおやま とよひさ、1965年〈昭和40年〉3月12日 - ）は、日本の農林水産官僚。

## 来歴
岐阜県多治見市出身。東海高等学校を経て、1988年（昭和63年）3月、東京大学法学部を卒業。同年4月、農林水産省へ入省。入省後、経営局金融調整課長、生産局生産流通振興課長、同局農産部地域作物課長、林野庁林政部林政課長、内閣官房内閣参事官、農林水産省大臣官房秘書課長、農林水産技術会議事務局研究総務官などを歴任。日本初の棚田オーナー制度の企画や食料・農業・農村基本法の作成に携わり、農林水産技術会議事務局研究総務官在任中は、ロボット、AI、IoTなどの先端技術を活用したスマート農業の推進や農業データ連携基盤を担当した。
2020年（令和2年）8月3日、農林水産省大臣官房総括審議官に就任。
2021年（令和3年）7月1日、農林水産省大臣官房技術総括審議官兼農林水産技術会議事務局長に就任。
2022年（令和4年）6月28日、農林水産省農村振興局長に就任。
2023年（令和5年）7月4日、林野庁長官に就任。2025年（令和7年）7月1日、農林水産省を退官。

## 年譜
- 1988年（昭和63年）
  - 3月 - 東京大学法学部卒業[1]
  - 4月 - 農林水産省入省[1]
- 1995年1月 - 農林水産省大臣官房秘書課管理官（併）国土庁防災局[10]
- 1995年10月 - 農林水産省食品流通局企業振興課課長補佐（総括及び総務班担当)
- 1997年1月 - 農林水産省食品流通局市場課課長補佐（総括及び総務班担当）
- 1998年4月 - 農林水産省大臣官房企画室企画官
- 2000年4月 - 静岡県農林水産部生産振興総室水産統括監
- 2002年4月 - 静岡県農業水産部参事（併）静岡県農業水産部水産総室長
- 2003年4月 - 農林水産省生産局総務課課長補佐（総括及び総括班担当）
- 2004年（平成16年）1月 - 農林水産省生産局総務課調査官[1]
- 2006年（平成18年）
  - 4月 - 農林水産省大臣官房企画評価課調査官[1]
  - 9月 - 農林水産省大臣官房企画評価課首席調整官兼農林水産大臣秘書官事務取扱[1]
- 2007年（平成19年）
  - 6月 - 農林水産省大臣官房企画評価課調査官[1]
  - 7月 - 農林水産省総合食料局食品産業振興課外食産業室長[1]
- 2009年（平成21年）1月 - 農林水産省経営局金融調整課長[1]
- 2011年（平成23年）
  - 1月 - 農林水産省生産局生産流通振興課長[1]
  - 9月 - 農林水産省生産局農産部地域作物課長[1]
- 2012年（平成24年）12月 - 農林水産省大臣官房付兼内閣官房内閣参事官（内閣総務官室）[1]
- 2015年（平成27年）8月 - 林野庁林政部林政課長[1]
- 2016年（平成28年）6月 - 農林水産省大臣官房秘書課長[1]
- 2018年（平成30年）7月 - 農林水産技術会議事務局研究総務官[1]
- 2020年（令和2年）8月 - 農林水産省大臣官房総括審議官[7]
- 2021年（令和3年）7月 - 農林水産省大臣官房技術総括審議官兼農林水産技術会議事務局長[6]
- 2022年（令和4年）6月 - 農林水産省農村振興局長[5]
- 2023年（令和5年）7月 - 林野庁長官[3]
- 2025年（令和7年）7月 - 農林水産省退官[4]